# William Wilson (físico)
William Wilson (Preston, 29 de março de 1887 — 8 de maio de 1948) foi um físico inglês radicado nos Estados Unidos.